# Trichaeta orientalis
Trichaeta orientalis là một loài bướm đêm thuộc phân họ Arctiinae, họ Erebidae.